# Brian Woolf
Brian Woolf (ur. 28 stycznia 1937) – nowozelandzki tenisista, reprezentant kraju w Pucharze Davisa.

## Kariera tenisowa
Uczestniczył w amatorskich turniejach tenisowych na przełomie lat 50. i 60., notując zwycięstwa m.in. nad Tonym Pickardem, Mikiem Sangsterem, Ingo Budingiem. W 1960 roku doszedł do finałów turnieju Tally Ho w Birmingham (porażka z Davidem Samaai) i mistrzostw Essex (porażka z Nealem Fraserem), a także półfinałów w Surrey (przegrał z Keithem Diepraamem), Priory Club (Birmingham) i West End Invitation (Auckland). W 1961 roku wygrał turniej Northland Easter po finałowej wygranej nad Kevinem Longiem, a w finale mistrzostw Nowej Zelandii uległ Lew Gerrardowi.
W 1959 roku uczestniczył w międzynarodowych mistrzostwach Francji, gdzie otrzymał wolny los w pierwszej rundzie, a w drugiej rundzie został wyeliminowany przez utytułowanego Australijczyka Roya Emersona. W tym samym roku na Wimbledonie przegrał w pierwszej rundzie z przedstawicielem gospodarzy Mikiem Daviesem w czterech setach, osiągnął natomiast czwartą rundę (1/8 finału) gry mieszanej, mając za partnerkę rodaczkę Pat Nettleton (ulegli nieznacznie Emersonowi i Sandrze Reynolds z RPA 6:4, 9:11, 5:7). W 1960 roku na Wimbledonie Woolfa wyeliminował w rundzie otwarcia Bob Hewitt, a z wimbledońskiego turnieju pocieszenia Plate – Herbert Flam.
W 1959 roku Woolf wystąpił w meczu reprezentacji w Pucharze Davisa w zwycięskim spotkaniu przeciw Irlandii. W ostatnim pojedynku tego meczu, ustalającym końcowy wynik na 5:0 dla Nowej Zelandii, pokonał 6:4, 6:3, 6:2 Jamesa Buckleya.